# Leon Konstanty Radziwiłł

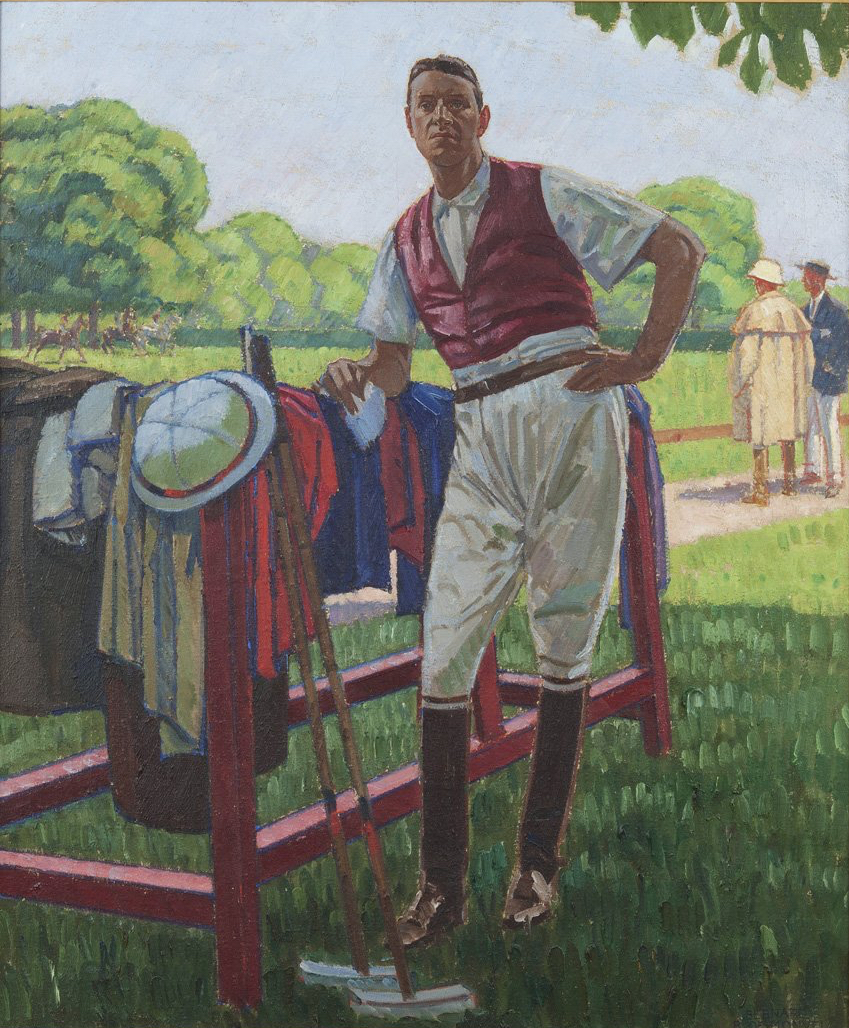

Leon Konstanty Radziwiłł herbu Trąby (ur. 6 września 1880 w Ermenonville, zm. 2 marca 1927 w Monte Carlo) – książę, syn szambelana Konstantego Wincentego Radziwiłła (1850-1920) i Louise Antoinette Blanc, córki właściciela pierwszego kasyna w Monte Carlo, prawnuk Macieja Radziwiłła. 

## Życiorys
Leon Konstanty Radziwiłł był merem Ermenonville i majorem armii francuskiej. W czasie I wojny światowej walczył w szeregach 266 Pułku Piechoty, dowodząc kompanią. Prowadził życie rozrzutne wśród arystokracji oraz paryskiej inteligencji i artystów. Był przyjacielem Marcela Prousta. W 1918 roku przewodniczył Polskiej Misji Wojskowej we Włoszech, a następnie „oddał Polsce cenne usługi przy formowaniu Armii Polskiej we Francji”. W pogrzebie Leona Radziwiłła uczestniczył ambasador RP w Paryżu Alfred Chłapowski w towarzystwie pomocnika attaché wojskowego majora SG Janusza Ilińskiego. 
Leon Konstanty Radziwiłł ożenił się z Dolores z Radziwiłłów (z Balic), córką Stanisława Radziwiłła ordynata dawidgródeckiego. Nie miał potomków. 